# Робертсон, Джон Нильсон
Джон Нильсон Робертсон (англ. John Neilson Robertson, 20 января 1953, Аддингстон, Шотландия) — шотландский футболист, игравший на позиции полузащитника. По завершении игровой карьеры — футбольный тренер. Известный своими выступлениями за «Ноттингем Форест», а также национальную сборную Шотландии.

## Клубная карьера
Джон Нельсон Робертсон стал игроком клуба «Ноттингем Форест» в мае 1970 года, впервые дебютировав за команду в официальных матчах лишь через полгода в октябре. Первые четыре сезона он редко попадал в основной состав команды и даже был в своё время выставлен на трансфер. Ситуация изменилась, когда в команду пришёл новый тренер — Брайан Клаф. Джон стал ключевым игроком основного состава и сыграл в 263 матчах в период с конца 1976 по декабрь 1980 года. В сезоне 1977/78 его гол с пенальти принёс победу «Ноттингем Форесту» в переигровке финала Кубка Лиги против «Ливерпуля». Робертсон также стал автором решающего гола в финале Кубка европейских чемпионов 1979/80 против «Гамбурга». Также с его подачи был забит гол в ворота «Мальме» в финале Кубка европейских чемпионов 1978/79.
С 1983 по 1985 год играл в составе клуба «Дерби Каунти».
Завершил профессиональную игровую карьеру в уже знакомом для себя клубе «Ноттингем Форест», за команду которого он выступал на протяжении 1985—1986 годов.

## Выступления за сборную
В 1978 году дебютировал в официальных матчах в составе национальной сборной Шотландии. В течение карьеры в национальной команде, которая длилась 5 года, провёл в форме главной команды страны 28 матчей и забил 8 голов.
В составе сборной был участником чемпионатов мира 1978 года в Аргентине и 1982 года в Испании.

## Карьера тренера
Начал тренерскую карьеру в 1990 году, и был назначен ассистентом главного тренера клуба «Уиком Уондерерс».
В дальнейшем работал ассистентом команд клубов «Норвич Сити», «Лестер Сити» и «Селтик».
В настоящее время последним местом тренерской работы был клуб «Астон Вилла», в команде которого Джон Робертсон также работал ассистентом до 2010 года.

## Титулы и достижения
- Чемпионат Англии
  - Чемпион: 1977/78
  - Второе место: 1978/79
- Кубок Футбольной лиги
  - Обладатель (2): 1977/78, 1978/79
  - Финалист: 1979/80
- Суперкубок Англии
  - Обладатель: 1978
- Кубок европейских чемпионов
  - Обладатель (2): 1978/79, 1979/80
- Суперкубок УЕФА
  - Обладатель: 1979